# Kongeflag
Kongeflag er en betegnelse på det flag som føres af regerende monark. Flag for øvrige medlemmer af kongelige familier kommer i nogle tilfælde også ind under betegnelsen. Tilsvarende fører statsoverhoveder i republikker præsidentflag.
Kongeflag adskiller sig som regel fra vedkommende lands nationalflag. I nogle monarkier er kongeflaget et våbenbanner med kongens våben i flagversion, dette tilfælde er i Norge eller i Storbritannien. I andre lande, som i Sverige og Danmark, dannes kongeflaget ved at indføre landets store rigsvåben i en spuns i orlogsflaget. 
- Bahrain
- Belgien
- Brunei
- Cambodja
- Canada
- Canada (Kronprins)
- Danmark
- Danmark (Kronprins)
- Japan (Kejser)
- Japan (Kronprins)
- Jordan
- Jordan (Kronprins)
- Kuwait
- Lesotho
- Liechtenstein
- Luxembourg
- Malaysia
- Monaco
- Marokko
- Nederlandene
- Norge
- Norge (Kronprins)
- Oman
- Saudi-Arabien
- Saudi-Arabien (Kronprins)
- Spanien
- Spanien (Kronprinsesse)
- Storbritannien
- Storbritannien (i Skotland)
- Storbritannien (Kronprins)
- Storbritannien (Kronprins i Skotland)
- Storbritannien (Kronprins i Wales)
- Sverige
- Sverige (Kronprinsesse)
- Swaziland
- Thailand
- Thailand (Kronprins)
- Tonga